# 程兆科
程兆科（？—1646年），字俊民，江西廣信府永豐縣人，明朝和南明政治、軍事人物。

## 生平
程兆科是崇禎六年（1633年）癸酉科江西鄉試舉人，曾參與校閱鄭仲夔的《玉塵新譚》，到崇禎十六年（1628年）中進士，獲授中書舍人，北京失陷後歸鄉。隆武年間他出任文選主事、員外郎，之後和周定礽、周朝鼎、王鄘、寇夢虬、樊永定及萬文英跟隨黃道周出征，守衛廣信，城池失陷後吞金自殺。

## 引用
1. 1 2  錢海岳《南明史·卷四十八·列傳第二十四》：兆科，字俊民，廣信永豐人。崇禎十六年進士。授中書舍人。北京亡，歸。
2. ↑  同治《廣信府志·卷七·選舉》：崇禎癸酉鄉試 程兆科 廣豐人，見進士。通志上饒籍。
3. ↑  《玉塵新譚·較閱姓氏》：……程兆科 字俊民，上饒人。
4. ↑  錢海岳《南明史·卷四十八·列傳第二十四》：黃道周督師，（周定礽）遂兼監軍，傾家助餉。偕從子朝鼎、王鄘、程兆科、寇夢虬、樊永定、萬文英分兵護廣信。……隆武初，歷文選主事、員外郎。城陷，吞金死。
5. ↑  同治《廣信府志·卷九·人物》：上饒程兆科，其先廣豐人，祖父徙上饒，因籍焉。登崇禎進士，以中書居家。聞闖賊變，遂吞金卒。 據邑志增